# Ťažké pleso
Ťažké pleso (také nazývané České pleso) je karové ledovcové jezero v Ťažké dolině (České dolině) ve Vysokých Tatrách na Slovensku. Má rozlohu 1,9900 ha a je 222 m dlouhé a 125 m široké. Dosahuje maximální hloubky 6,2 m. Jeho objem činí 47 722 m³. Leží v nadmořské výšce 1611,5 m.

## Okolí
Pleso se nachází nad prvním 300 m vysokým prahem Ťažké doliny. Na severu se pozvolna zvedá rameno Mlynára. Na jihu a západě dolina zvolna stoupá k dalším prahům a na východě prudce klesá do Bielovodské doliny. Okolí plesa je travnaté a porostlé kosodřevinou.

## Vodní režim
Z jihu do plesa přitéká Ťažký potok (Český potok). Odtéká na východ dvěma rameny a vytváří dva menší kaskádové vodopády a níže v lese ústí do Biele vody. Rozměry jezera v průběhu času zachycuje tabulka:
| Rok     | Měření prováděl   | Rozloha ha | Délka m | Šířka m | Hloubka max.m | Objem m³ |
| ------- | ----------------- | ---------- | ------- | ------- | ------------- | -------- |
| [ 2 ]   | ?                 | 1,615      | 210     | 110     | 6,4           | [ 3 ]    |
| 1961–67 | pracovníci TANAPu | 1,980      | 222     | 125     | 6,1           | [ 3 ]    |
| 2005    | Gregor, Pacl      | 1,9900     | [ 3 ]   | [ 3 ]   | 6,2           | 47 722   |

## Přístup
Pleso je přístupné pěšky pouze s horským vůdcem v rámci výstupů do sedla Váha a na okolní štíty. Z Javoriny trvá výstup k plesu 4,5 hodiny.